# Сафажайские тетради
Сафажайские тетради — рукописный исторический документ, созданный муллами деревни Красная Горка (тат. Safazhay, Сафажай) и погодно отражающий историю этой деревни. Единственный сохранившийся (условно сохранившийся, поскольку за исключением устных упоминаний о нём больше ничего неизвестно) до наших дней оригинальный источник летописей татарских сёл Нижегородской области.